# 使徒統緒

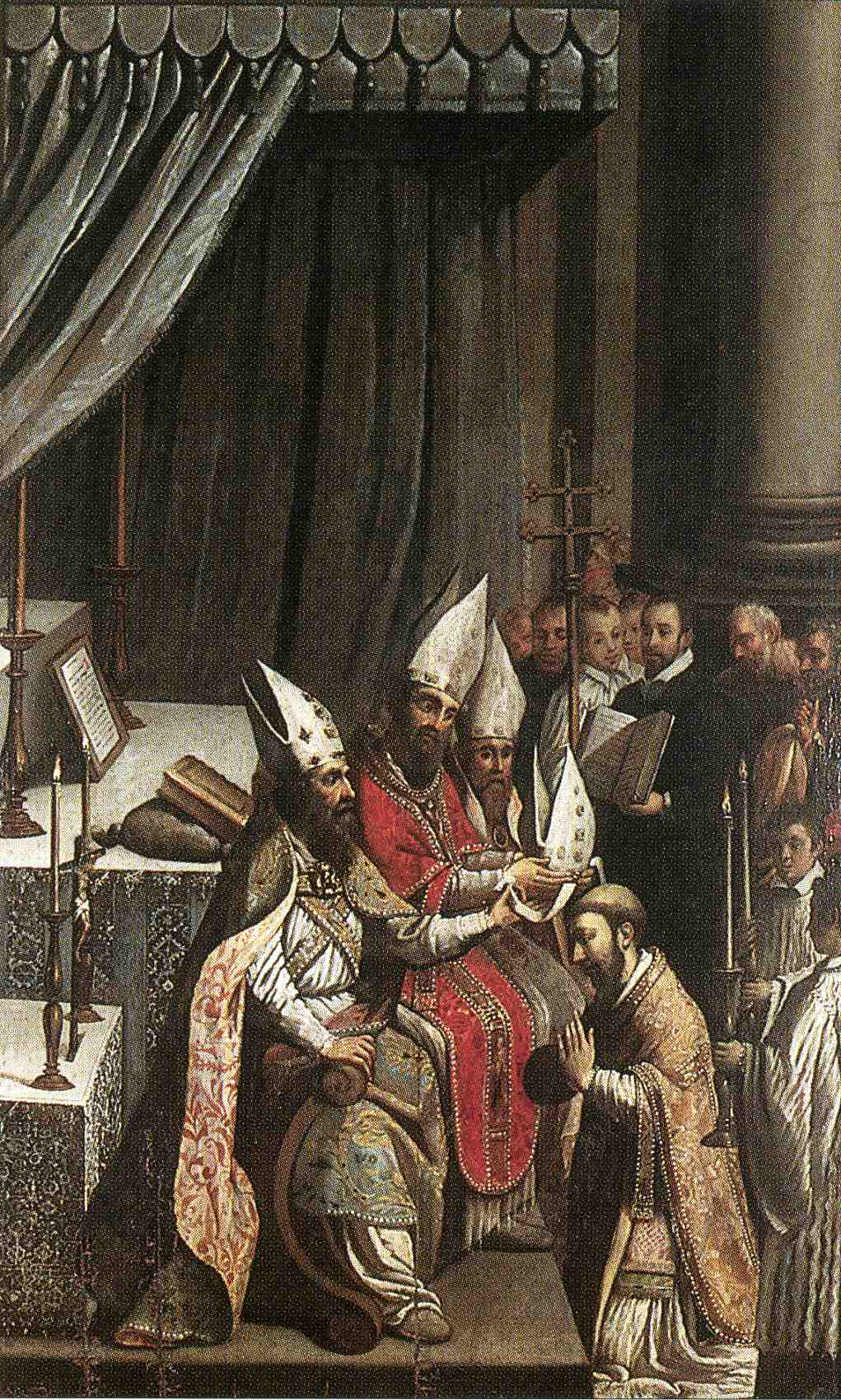
一位或多位主教按手祝聖新主教

使徒統緒或譯宗徒傳承（Apostolic succession），是指基督教教會的聖職是從耶稣的十二使徒傳承開始代代相傳，通常與聲稱是一系列的主教有關，這一系列的主教，起初被視為由一個或多個使徒建立的教座的主教，但現在被理解為一系列的主教（不論來自那個教座）受其他主教祝聖，而施行祝聖的主教也是以同樣的方式受祝聖，一直追溯至使徒。
使徒統緒也可以理解成從使徒至今的教義連續性。例如，英國循道宗會議將「真實連續」定為「基督經歷的連續，同一靈所賜的團契，屬於一主的連續，訊息的持續宣告，使命的持續領受……」。
一些人視按手禮為使徒統緒的重要部分，因新約聖經提及個人的使徒傳承（例如從保羅到提摩太和提多）。他們也認為早期教會書信，特別是聖紀文書信。紀文特別提到，使徒委派主教為繼承人，並指示主教也應照樣委派繼承人，因此，這樣的教會領袖不能無故罷免。此外，提倡主教擁有個人使徒傳承的人指出，早教統一的教會（公元431年及之前）普遍奉行這規定。
新教派別否定使徒統緒的必要，並質疑這些歷史聲稱的真實性，尤其是加爾文主義背景的歸正宗與長老宗、少部分的聖公宗與信義宗等。

## 使徒座
使徒座是指宣稱自身是由一個或多個使徒所建立起來，維繫和傳承該使徒權威、教義和宗教實踐傳統的重要主教座。列表如下：
五大宗主教區
- 聖座：是羅馬主教（即教宗）的教務職權（英语：Ecclesiastical jurisdiction），也是天主教會内超乎众教座之上的主教教座，承繼自使徒之首彼得（伯多祿）和保羅（保祿）[8]。
- 君士坦丁堡普世牧首區：是東正教會的首席大主教區，最高領袖稱為君士坦丁堡普世牧首，承繼自使徒安德烈（安德肋）。
- 亞歷山大港教區：是亞歷山大科普特正教會和亞歷山大及全非洲地區東正教會的教區，最高領袖稱為亞歷山大港牧首，承繼自使徒馬可（馬爾谷）。[9]
- 安提阿教區：是安提阿正教會（現駐大馬士革），默基特希臘禮天主教會（現駐大馬士革），敘利亞東方正統教會（現駐大馬士革），敘利亞禮天主教會（現駐貝魯特），馬龍尼禮教會（現駐貝凱克（英语：Bkerké））的教區，最高領袖稱為安提阿牧首，承繼自使徒之首彼得（伯多祿）和保羅（保祿）[10]
- 耶路撒冷教區：是耶路撒冷正教會的首席大主教區，最高領袖稱為耶路撒冷牧首，承繼自使徒公義者雅各（雅各伯）[11]

其他教區
- 賽普勒斯教會，承繼自使徒保羅（保祿）和巴拿巴（巴爾納伯）[12]，自431年成為東正教自主教會
- 喬治亞正教會：承繼自使徒安得烈（安德肋）、奮銳黨的西門（熱誠者西滿）和等同使徒的聖徒尼諾，自486年成為東正教自主教會
- 埃奇米阿津聖座：是亞美尼亞使徒教會的首席教區，位於瓦加爾沙帕特的埃奇米阿津主教座堂，承繼自使徒巴托羅繆（巴爾多祿茂）、使徒達太（達陡）和等同使徒的聖格列高利[13]
- 泰西封座堂：是東方亞述教會的教區，最高領袖稱為東方亞述教會牧首（現駐巴格達），承繼自使徒多馬（多默）
- 印度喀拉拉邦的圣多马基督徒（英语：Saint Thomas Christian denominations）教會，承繼自使徒多馬（多默）[14]
- 衣索比亞正統台瓦西多教會，承繼自傳福音者腓利（斐理伯）[15]，以及亞歷山大科普特正教會
- 聖公會，承繼自英格蘭天主教会第一位坎特伯雷大主教奧古斯丁的使徒統緒，從1530年代起脫離天主教會自立為聖公會
- 瑞典教會，承繼自瑞典烏普薩拉大主教的使徒統緒，從1530年代起脫離天主教會成為信義會
- 菲律賓獨立教會（英语：Philippine Independent Church），1902年脫離天主教會，1948年獲得美國聖公會授予其使徒統緒

耶穌基督後期聖徒教會
- 耶穌基督後期聖徒教會（摩門教）稱約瑟·斯密在1829年從彼得、雅各、約翰獲得祭司的職分[16]